# Strganci
Strganci su naseljeno mjesto u općini Foči, Republika Srpska, BiH. Popisano je kao samostalno naselje na popisu 1961., a na kasnijim popisima ne pojavljuje se, jer je 1962. pripojeno Rodijelju.(Sl.list SRBiH, br.47/62).  Danas se nalazi u Rodijelju koji je u Republici Srpskoj.

## Stanovništvo
| Narod     | Popis 1961. |
| --------- | ----------- |
| Hrvati    |             |
| Muslimani | 68          |
| Srbi      | 59          |
| ostali    | 6           |
| Ukupno    | 133         |